# Картель Гвадалахари
Картель Гвадалахари (ісп. Cártel de Guadalajara) мексиканський наркокартель, який був сформований у 1980-х роках Мігелем Анхелем Феліксом Гальярдо, Рафаелем Каро Кінтеро та Ернесто Фонсека Каррільо ("Дон Нето") з метою постачання кокаїну та марихуани до США. Одна з перших мексиканських злочинних організацій, яка почала співпрацювати з колумбійськими кокаїновими наркокартелями.

## Історія та спадщина
Колишній офіцер поліції Мігель Анхель Фелікс Гальярдо, Рафаель Каро Кінтеро та Ернесто Фонсека Каррільйо до створення власного картелю працювали на злочинну організацію Педро Авільєс Переса в Сіналоа, та після загибелі останнього під час перестрілки з поліцією взяли під контроль маршрути торгівлі наркотиками.
Хуан Матта-Баллестерос допоміг Феліксу Гальярдо налагодити зв'язки з колумбійським Картелем Калі, для контрабанди кокаїну до США. Замість готівки Картель Гвадалахари за свої послуги з контрабанди брав 50 % кокаїну, який вони перевезли з Колумбії. За приблизними підрахунками, наркоімперія, якою тоді керували Фелікс Гальярдо, Ернесто Фонсека Каррільйо, та Каро Квінтеро отримувала $5 мільярдів доларів щорічно.
Після арешту Рафаеля Каро Кінтеро та Ернесто Фонсеки Каррільйо Фелікс Гальярдо залишився в тіні і в 1987 році переїхав із сім'єю до міста Гвадалахара. Фелікс «Хрещений батько» Гальярдо тоді вирішив розподілити торгівлю наркотиками, яку він контролював, оскільки це було б більш ефективно та зменшувало імовірність бути знищеним правоохоронними органами одним ударом. Певним чином він приватизував мексиканський наркобізнес, передаючи його назад у підпілля, у керівництво босів, які були менш відомі або ще не відомі УБН. Фелікс Гальярдо скликав головних наркобосів у будинку на курорті Акапулько, де він призначив відповідальних за території впливу. Згідно плану розподілу маршрут Тіхуани мав відійти його племінникам, братам Арельяно Фелікс. Маршрут Хуареса переходив до сім'ї Каррільйо Фуентес, яку очолював племінник Фонсеки Каррільйо «Дона Нето» Амадо Каррільйо. Мігель Каро Кінтеро мав керувати коридором Сонори. Контроль над коридором Матаморос, Тамауліпас — який згодом перетворився на Картель дель Гольфо — залишався в управлінні Хуана Гарсія Абрего. Тим часом Хоакін «Ель Чапо» Гусман Лоера та Ісмаїл Замбада Гарсія мали взяти на себе прибрежні тихоокеанські території, згодом перетворившись на картель Сіналоа. Фелікс Гальярдо планував залишити собі роль наглядача, не вдаючись в деталі бізнесу, при цьому, зосередивши ключові корупційні зв'язки на собі, залишатися ключовою фігурою. Його було заарештовано 8 квітня 1989 р.
Вважається, що Амадо Каррільйо Фуентес колись був частиною Картелю Гвардалахари, але його відправили в Охінага, Чихуахуа, щоб контролювати поставки кокаїну свого дядька Ернесто Фонсеки Каррільйо та переймати досвід деталей прикордонних операцій у Пабло Акости Вільяреаля " El Zorro de Ojinaga ". Після того, як Акоста та його наступник Рафаель Агілар Гуаджардо були вбиті, Каррільйо перебрав на себе контроль над Картелем Хуаресу.
В даний час ці угрупування або їх залишки ведуть боротьбу один з одним за контроль маршрутів з постачання наркотиків, вплив на мексиканський уряд і мстяться за попередні образи та зради. Цей конфлікт відомий як Нарковійна в Мексиці.

## Дивись також
- Нарковійна в Мексиці
- Нарко: Мексика
- Наркокартель